# Арђеш
Арђеш (рум. Argeş, мађ. Argyas) је река у јужној Румунији и лева притока Дунава.
Река извире у јужним Карпатима (планине Фагараш) и тече на југ кроз места Куртеа де Арђеш и Питешти. Улива се у Дунав код града Олтеница. Близу извора река је преграђена браном и чини вештачко језеро Видрару. Укупна дужина реке је 327 km. Просечни проток близу ушћа јој је 73 m³/s.